# 太空帝国IV
太空帝国4 (Space Empire IV)是一个個人電腦平台上的回合制太空战略游戏，由Malfador Machinations于2000年11月推出。
Malfador Machinations开发的太空帝国系列游戏是相当强调4X概念体系的回合策略游戏（Explore/Expand/Exploit/Exterminate，探索/扩张/开发/战争），参与者们控制一个宇宙中的帝国势力，治理国土开发科技，组建舰队并与其他势力在宇宙中展开一系列角逐。这一系列游戏普遍拥有庞大而精妙的系统，并在10多年的发展中不断进化扩充，4代为其中最近的一部作品，其继承了之前数代的各种要素并进行了更进一步的发展拓展，可谓集大成之作。

## 规则体系

### 创建种族
开始游戏之前，首先需要设定和创建自己的帝国种族，为该帝国设置各种参数，然后才能建立新游戏并使用该帝国进入。创建的帝国可以存盘，如果玩家愿意，也可以使用游戏自带的一些默认的帝国甚至选择快速开局，连开局设定都一起跳过。

#### 母星特征
每一个帝国在开局时只由一个种族构成，不同种族之间存在着大量差异，其中最基本的是其出生地即母星的特征类型。
游戏中的行星及卫星一共分三种基础形态：固态、液态及气态。而每一个星球上都有一种主导大气成分，包括氢气、氧气、二氧化碳、甲烷，以及最后一种特殊的“无大气”，结合之后即有3*5=15种组合。作为背景成分，每一个种族都拥有自己的母星，也就拥有母星特征这一特性可作为区分。
每一个帝国，初期只能够在与母星基础形态相同的星球上殖民，即出生于固态星的民族不能在气态星殖民，反之亦然。
而如果殖民目标星系的大气成分与本族母星不同，虽然能建立殖民地，但新地区的居民由于需要空气保护罩，该殖民地的设施数/星球人口上限都将受到严重惩罚影响。

#### 种族属性
种族属性是该种族各项基础能力的衡量，以百分比的修正系数形式出现。该系数在决定后不可能在游戏中变化，也不能直接阅读他人的具体数值，只能看到大略的评价描述性语言比如“较强”、“相当悲观”、“几乎不存在”等。属性种类有：
- 科研能力，决定种族科研点数是否能得到加成奖励
- 智谋能力，类似科研，决定种族的谍报点数产生率
- 环境适应性，决定种族如果在不适合自己的大气环境下殖民会受到的限制大小，更高的适应性将降低由于大气不同而带来的生殖率惩罚
- 情绪性，确保民族不过于情绪化而悲观，这项参数较高，民族将更不容易暴动。
- 国民繁殖率，确定种族的国民基础繁殖速度。
- 攻击能力/防御能力，决定种族的战舰在战斗时的命中/回避加成。
- 物理强壮度，决定国民在登陆战中的表现，无论是对机甲还是国民民兵都有效。
- 建造速度，决定星球建造单位/舰船是否得到加成奖励。
- 修理速度，对修理损伤战舰的速度额外加成。
- 贸易合作能力，决定了他们在和他国缔结合作条约时的收益能力。
- 晶体开采能力，见下
- 生化物开采能力，见下
- 放射体开采能力，这三种生产能力即为晶体/生化物/放射体的出产速度修正。
- 维护能力，对帝国舰船的维护费总额产生修正。

#### 种族天赋
每一个种族除了基础属性，还包括一系列天赋技能，这些技能也将很大程度上决定种族未来的发展思路，包括：
- 远古种族：该种族开始游戏时就有全宇宙地图，但不能够看到各地区的具体各帝国活动情况
- 能源专家：舰船在航行和战斗中的补给消耗降低。
- 引擎专家：所有舰船在战略地图上额外多一单位的移动速度，根本不能移动的单位如基地不会因此而产生移动能力，补给耗尽的单位也不能因此令最低移动速度从1提高到2。
- 存储专家：星球的存储能力提高20%，星球上将能建造更多的设施，容纳更多的人口和提供物品空间。
- 造船专家：造船速度提高25%，每回合船厂将能因此加工更多的资源而完成建造任务。
- 贸易专家：种族不需要建造任何星际站。
- 幸运：遭遇不利事件的概率半分，同时也因此对敌人的间谍活动有了更高的免疫能力，因为那些事件的成功率也被降低了。
- 无情绪：国民们将永远不会快乐也不会不满。
- 种族科技1：时空种族
- 种族科技2：精神种族
- 种族科技3：宗教种族
- 种族科技4：有机种族
- 种族科技5：晶体种族

以上5个种族科技能够打开特定的科技树系统，该种族将有机会使用额外的装备/设施，而其他种族如果没有该科技系统，将永远不可能建造相关物
天赋技能系统和种族属性通过一种点数系统来平衡，每一个帝国在设置时将拥有一定的种族点数用于分配，增加优势包括取得技能都将消耗点数，而设置属性上的弱点则得到额外的点数供支配。
开局时能够设置所有帝国的奖励点数之总数，分为2000、3000、5000点3种类型，使用过多点数完成设置的帝国将不能参加低点数级别的游戏，在开局后随机产生的电脑对手拥有的点数也同样会协调一致。

#### 其他
其他一些设置包括：从现有的图片库中选择一组作为帝国的飞船/人物图像，（开局时除非手动添加，电脑将不再会随机到两个使用相同图片的帝国，选择图像的同时也将确定了未来如果委任管理时使用的基础AI文件），选择设计飞船单位时默认的名称表，设定档案密码和E-mail，以及为帝国设置一些描述性文字。

### 经济
游戏中的资源结算以回合为基准，每回合将重新平衡计算国家持有资源数，包括从各星球或者远距离矿区点的开采收入，各星球建造项目的消耗，船只的维持费，以及外交同盟收入/上贡等。绝大多数收支都是在回合结束时自动进行的，只有以下少数资源收支为回合内发生，即下达命令后即立刻产生效果：
外交交换/单方支出、船只销毁/升级（后者在半即时值下也只有到下回合开始时才真正完成结算）、设施拆迁、资源转化。

#### 资源种类
游戏中主资源为晶体、有机体、放射体三种，
- 晶体：用途最广泛，也是收支流通速度最高的资源，主要用于建造任何单位的基础壳体结构，在建造船只/单位/设施时将大量消耗。
- 有机体：主要用于生物相关的用途，比如船只上的生命维持系统，以及一些特殊性质的建筑物。
- 放射体：主要用于能量相关的用途，比如船只的引擎推进部分，相当多种类的武器也会相当消耗放射体。

三种资源中，有机体/放射体相对地位次要，但在一些关键科技上地位重大。
特殊资源为科研点数/谍报点数，见相关章节

#### 收支体系
收入：
游戏中最基础的收入为星球开采所得，任何占领的星球只要建造相关设施，就能每回合产出一定对应种类的资源收入。
一些需要注意的要素：
- 绝大多数种族需要在每个外星系拥有一个空间站才能真正收到资源（包括科技资源－研究所），母星系如没有空间站虽还能进行收入工作但也只能收到很小比例。
- 设施的产出简单倍加。
- 星球的基础开采价值率。每个星球对3种资源分别有1个价值率，该百分比将直接决定星球资源产出情况。如果0%将完全不能用于出产资源。在有限资源模式下，各星球将取消资源率设定，改为星球资源开采潜力总额。
- 星球的人口对资源产率有影响修正，大星球上不仅可以建造的设施数量上限更高，而且当星球人口数增加后，单个设施的产出数也会增加。
- 种族属性带来的效率影响。

第2项主收入为外交同盟利益，参考外交章节
支出：
最基础的支出为建造耗费，每一个星球/有空间建造能力的船只，在处理建造任务时将自动消耗资源来完成任务，即星球/船只将那些资源加工成了需要的单位/设施，建造能力等于消耗数的上限。
第二支出为舰队维持费，任何没有驻港的船只/空间基地，都将每回合消耗一定的资源作为维持所需。通常消耗数为该单位建造成本的10%，基地的维持消耗率较低。小型单位比如舰载机/星球炮台不需要维持费。
第三支出为外交上贡，参考外交章节

### 科技
游戏中有庞大复杂的科技树可供开发和利用，随着科技的发展，新型部件将替代旧型，大型作战单位的建造将成为可能，一些高级战术也将成为可能。
每个国家，类似三种基础资源的开采，都能从星球上通过建造科研所等相关设施来取得科研点数，（同样需要太空站才能真正收得）。玩家每回合将这些点数分配到需要开发的科技项目上，当某个项目积累了其所需的全部点数（即开发成本）时，项目即告完成。
科技分为「族」、「组」、「级别」三层，所有的组科技都归在3族科技内，这3族分别为「应用科技」、「理论科技」、「武器科技」。而每一组科技都有级别，当完成低级别的科技后，同一组的下一级别科技将自动出现等待后续开发。通常情况下，游戏开始时，相当数量的组科技都是不可开发而且隐藏的，某些具体科技完成后会激发相关的组科技，令开发成为可能。
游戏中总共有大约300-500个级别的科技（视开局设定和使用模組的情况而定），也可以设定开局时所有人均以中等科技发展程度开始，或直接拥有全科技。

#### 应用科技
应用科技主要为各种实用化科技，包括各种方面的内容，比如引擎技术、船体设计、空间基地、储存和开发科技等等

#### 理论科技
理论科技为各种基础理论，通常开发后不会直接带来新部件或者船体，但都能触发相关的组科技，比如天体学、物理、化学、生物、工业理论等等

#### 武器科技
军事科技为各种直接带来武器装备的科技，所有武器通常均由各种武器科技开发得到。

### 军事
太空帝国4中战争相当频繁，任何种族国家都需要依靠一定的军事实力为背景才能保卫自己，当然为了进一步夺得宇宙霸权，更需要庞大的军队来作为后盾。从各个星球或者其他空间建造点建造各种单位，然后将其用于战争所需。

#### 单位种类
游戏中有各种类型的单位出场，按照不同性质被分为各种类型，有各自的用途：
- 舰船（Ship）：最常用的单位，能够在星系间航行，参加攻击或者防御，以及其他任务：
  - 护卫舰（Escort）：吨位150kt
  - 炮舰（Frigate）：吨位200kt
  - 驱逐舰（Destoryer）：吨位300kt
  - 轻巡洋舰（Light Cruiser）：吨位400kt
  - 巡洋舰 （Cruiser）：吨位600kt
  - 重巡洋舰 （Battle Cruiser）：吨位800kt
  - 战舰 （Battle Ship）：吨位1000kt
  - 无畏舰 （Dreadnought）：吨位1200kt
  - 轻航母（Light Carrier）：吨位800kt，50%体积必须安装舰载机仓
  - 中航母（Carrier）：吨位1000kt，50%体积必须安装舰载机仓
  - 重航母 （Heavy Carrier）：吨位1200kt，50%体积必须安装舰载机仓
  - 轻运输船（Small Transport）：吨位400kt，50%体积必须安装运输仓
  - 运输船 （Transport）：吨位600kt，50%体积必须安装运输仓
  - 重运输船 （Huge Transport）：吨位800kt，50%体积必须安装运输仓
  - 殖民船 （Colony Ship）：吨位300kt，50%体积必须安装殖民部件
- 空间基地（Base）：建造完成后不能移动（通过模組修改能实现战斗时战术移动），通常担任固定的防御要塞，或者星际建造/维修站
  - 小型基地
  - 中型基地
  - 巨型基地
- 卫星（Satellite）：属于小型单位，建造后可以运输，并通过具有卫星发射能力的单位进行发射/回收，进入具体宇宙空域后不能移动。通常扮演固定区域的小型射击点，或者担任采矿/监视型辅助任务。
- 炮台（Platform）：小型单位，可以运输，但只能安置在星球上工作，通常担任星球对空防御任务，是防御战中的核心力量。
- 空雷（Mine）：小型单位，运输并通过发射进入空间，默认带有最高的隐形级别，一旦敌对船只/其他单位进入该区域就会引爆而受到伤害。
- 舰载机（Fighter）：小型单位，运输/发射后能够机动作战，在战略层也能够移动，但不能穿越虫洞而只担任一定的本星系拦截攻击任务。
- 无人机（Drone）：小型单位，运输/发射后对其指定攻击目标，其即会自动移动追踪甚至穿越虫洞而攻击对方，但在战斗中完全不能接受指挥，而且发射后不再可能回收。

#### 武器种类
游戏中武器分为4大类型，具体包括各种种类：
- 直射武器（Direct Fire）：最标准的攻击武器，瞄准对手然后以直线发射攻击，比如各种常规舰炮和激光武器。如同常识，这些直射武器都有命中率概念，射击距离越远越难以命中。
- 跟踪飞弹（Missile）：跟踪型武器，瞄准对手并发射后，飞弹将按照一定的移动速度自动跟踪飞向目标，如果正确达到位置即命中，不存在命中率的问题，但对手可以通过逃离射程或者使用拦截武器来对抗这些武器。
- 点防武器（Point-Defense）：点防武器可以用于拦截进入自己射程的任何小型目标（比如飞弹/舰载机），射击过程自动完成而不能操作，点防武器也有一定的命中率问题，但通常有显著加成奖励。
- 弹头（Warhead）：安装在船只或其他单位上的爆炸武器，通过依靠载体对目标的撞击来实现伤害，典型物如空雷。

在原版中虽然已经提供了大量武器种类，但很多爱好者仍不满足于此而通过模組进行了更多的扩充，比如原版中点防武器只有一种类型即点防炮（Point-Defense Cannon），但在爱好者的制作下，又出现了「密集阵」、「拦截飞弹」等一系列特殊武器。

### 外交
游戏中的外交体系以双边为基础，每两个国家当互相首次接触后即开始建立外交关系。所谓接触方式主要为目视到对方势力的存在比如双方飞船或星球在同一星系出现，也可以通过其他外交交换，开始取得和对方国家的联系。

#### 基础外交关系
基础外交关系有：
- 标准：双方刚互相发现，最标准的关系，但在这种情况下，双方仍然有权利互相攻击对方。
- 贸易同盟：双方建立基础同盟关系，每回合对方都能额外得到一笔收入而不损失自己资源产出，具体数量为本种族的星球总收入的一个百分比，同盟刚建立时这个比例极低，但当同盟维持后，比例也会不断增加直到一个上限。
- 科研同盟：通常由贸易同盟进化一级而得，此时每回合双方还能分享得到对方的科研点数。
- 军事同盟：双方将进一步分享对方的谍报点数，可以使用对方星球上的军事设施比如补给站。
- 战略友邦：最高级的同盟形式，双方将共享对他国的情报库，共享星图以及敌方飞船的位置情报。
- 互不侵犯：双方互相尊重对方领地，不能在对方星系内挑起任何攻击包括袭击星球和飞船，但在中立星系仍然可以互相攻击。
- 互不干涉：双方完全停止互相敌对行动，此时完全不可能攻击对方。
- 保护国：这是非平等条约之一，被保护的国家每月将额外上贡一定出场的资源，并且无偿提供自己掌握的他国情报库。
- 傀儡国：非平等条约的高级形式，傀儡除上贡更多资源外，开发的科技将自动交给主人。
- 投降：一旦投降后该国将不复存在，所有星球、资源、飞船、情报全部转交给新主人。

#### 交易协商
交易为一些一次性的谈判交换，一方提出自己的交换建议，而对方选择接受、拒绝或提出反建议即自己的修正案。
可作为交易的筹码种类繁多，包括：
提供科技、提供资源、提供飞船、提供星球、提供星系图、提供对其他种族的外交联系、许诺外交关系。

### 谍报
游戏中可以通过一系列特殊策略来达到特殊目的，诸如鼓动对方某特定星球独立，偷窃对方星球情报，引诱对方舰船叛变加入我方等。
所有以上这些指令都需要通过谍报点数来执行，通过建立谍报中心，每回合玩家将获得谍报点数，将其如同开发科技一样投入到不同计划中，当计划点数累计足够，该活动即予以执行。
同时也可以使用这些点数开展反间谍活动，当开展反间谍活动后，对手正在针对防御者的计划有可能被中途打断而必须重新开始，也可能在最终执行时被成功阻止，损失所有投入的点数，但这里是以双方每回合投入的点数来计算防御是否成功。
谍报活动也分对应的科技，初期不可能得到任何谍报点数，必须开发相应的科技才开始能建造谍报所。随着级别的提高，能够实施的活动选择越多也越具有决定意义。当和他国实行军事同盟后，也可以分享到对方谍报点数。

### 开局设定
每一次开始新游戏局时，需要由一个主持者设定各种规则参数，（单机时即为玩家自己），包括：

#### 宇宙地图
- 设定宇宙的大小，这将决定星系的大致数量，分3个级别
- 宇宙的类型，将决定各星系的大致分布和相互的连接关系
- 是否开始时有虫洞连接
- 是否这些虫洞必定为稳定态而不会船只在穿越中承受伤害
- 虫洞的位置是否限制在星系边缘
- 是否开始时所有种族均有全星系航海图
- 是否所有种族甚至能完全看见全局状况（包括对手行动）
- 是否有限资源模式，这种规则下所有星球都有一定的资源开采极限，开始开采后每回合自动消耗直到该星球彻底耗尽潜力
- 是否所有起始星球大小统一

#### 事件
- 设定随机事件的发生频率，分4个级别
- 设定可能发生随机事件的种类，可限制过于严重的灾害事件永远不会发生，从全部可能发生到只发生最轻微的事件一共分4个级别

#### 科技
- 分别规定每一个科技组是否开启，被关闭的科技任何人都不可能在游戏中有机会得到
- 规定科技的开发成本，分低-中-高3个级别，各级别下，开发某特定科技的成本计算式为
  - 低：（级别）^2 ^0 *（基本成本）
  - 中：（级别）^2 ^0.5 *（基本成本）
  - 高：（级别）^2 ^1 * （基本成本）

#### 各国起始条件设定
- 起始资源数，包括第一回合一次性奖励的科技开发点数
- 起始星球的状况，确定母星的资源状态
- 起始星球数，分4个级别——1、3、5、10
- 是否不同国家母星可能在同一星系内
- 是否完全均匀分布各国的母星
- 是否可以看到所有人的得分，或能看到盟友的得分，或永远只知道自己得分
- 起始科技发展程度，分仅拥有最基础科技、发展到中期、开局即全科技三种
- 允许各国为设定特色而使用的奖励点数，分0点、2000点、3000点、5000点四种

#### 参加国设定
- 定义参加国，可以调入已完成设定的国家或重新创建（前提是该种族使用点数未超过本局的限制），同时包括对现有国家的编辑修改
- 是否随机产生AI控制的国家
- 是否随机产生中立型国家
- 随机国家的数量，分3个级别，同时也将决定中立国家的数量
- 电脑的AI程度，分3个级别，较低级别下电脑不会使用全部逻辑来行动
- 电脑得到的奖励度，分4个级别将令电脑的生产力、资源出产率按照一定比例增加

#### 胜利条件
以下为可以设置的相关胜利的选项，如果任何一项都没有开启，默认将只有最后幸存的国家取胜。
- 总分胜利，第一个总分超过规定界限的帝国获得胜利
- 总分领先胜利，第一个让自己得分领先第二名一定倍数的帝国取得胜利
- 科技胜利，第一个完成总科技中一定比例研究的帝国取得胜利

- 限时模式，当游戏中达到一定时间后自动结束
- 和平结束，当本土保证没有外敌入侵一定时间后自动结束

- 附加条件，必须至少一定回合后以上胜利条件才开始起效

#### 其他规则设定
- 主机密码
- 每个帝国最大船只数
- 每个帝国最大单位数（存储在货场中的不予计算）
- 是否允许作弊码
- 是否全电脑自动互相结盟统一对抗玩家
- 是否禁止战术战斗（如果是半即时制，这个选项没有实际约束力）
- 是否可以检查完整科技树
- 是否允许互相外交赠送物品（包括资源/飞船单位/星球等）
- 是否允许互相交易科技
- 是否允许外交投降
- 是否开放谍报系统
- 是否宇宙中不存在遗迹
- 是否只允许在母星大气的星球上殖民
- 是否只允许在母星形态相同的星球上殖民
- 是否允许玩家中途储存地图

#### 基础参与模式
- 多人游戏方式，即选择热座或通过局域网联机，局域网下另需要设置传输文件方式。
- 回合类型，纯回合制或半即时，后者将双方首先下达命令，当全部结束后才一起进入移动阶段。
- 指定多人游戏存盘文件名/路径，通常只用于多人游戏，如果是单人模式下希望使用半即时模式，也将必须指定。
- 自动存盘周期，设置每间隔一定回合游戏将自动存盘。

## Mod (模組)
太空帝国4是相当适于Mod的游戏，爱好者只需要使用任何有文本编辑功能的软件比如记事本，不需要有任何计算机语言基础即可对游戏进行规则修改和参数设定。在其他一些基础软件的配合下将还能完成更多修改工作。而其终端修改平台语法相当简洁直观，一个具有适当英语水准的玩家完全可以在几分钟内即找到自己感兴趣的位置和内容开始编辑。
游戏推出至今，已有很多充满兴致的玩家加入了Mod的行列，也积累了相当数量的优秀作品，其中一些更是被普遍接受而成为了网上多人对战的标准规则体系。而官方制作者也对Mod采取了相当的鼓励，在官方游戏升级版本的同时也不时增加了新的支持以给与Mod爱好者更大的自由，在其主页也收集了大量Mod作品供更多的玩家下载。

### Mod的可能性
游戏中可直接完成的各种Mod，按性质大约可分为以下几种，但这种分类方式并不是绝对的，其间也存在着一些交叉和过渡：
参数修改：通过修改一些参数，进行一些平衡性上的简易调整，也包括替换图片或音效、音乐文件等。
扩充系统：通过更复杂的一系列修改，定义新装备，新设施，新科技，新单位，新事件，新星球/星域类型等，实现游戏世界的进一步扩张。
系统体系变更：通过规模更庞大而又系统的全面修改，将游戏的内部规则体系重新完成设定，对玩家来说，这种Mod将完全相当全新制作的游戏，除了在一些核心规则上仍然相同之外。
定义AI: 以一定的规则定义电脑在游戏中的策略，包括对现有的AI进行修改和加强，令其按照更鲜明的风格开展活动。
增加种族：构思和创建新种族，为其准备图片和其他必要的文件，通常也包括了为突出其个性而定制的AI文件。

### Mod发展现状

#### 欧美
在欧美，对游戏的Mod意识相对很普及，有一些作品已经发展了数年而相当成熟，甚至替代游戏本身而成为网上对战时更流行的标准平台。
欧美的Mod普遍规模较大，在这个共同的讨论交流圈内，已经形成了以下一系列共识型的标准和默契：
- 通用图片包/通用音效包：这是爱好者共同整理的两个Mod作品，其中收集合并了绝大多数其他Mod所需要的基础资源如装备图片等，其他Mod使用者因此可以避免重复下载过多的图片。一般来说，这两个Mod是属于共享共存型的，维护者也会接纳新加入者的上报的图片资源。

- 新体系标准：这是爱好者联盟共识的一项大型改革计划，为原游戏提出了数种新规格的单位概念（比如重型无畏舰，巨型航母等等）。根据这一项标准，新制作的种族通常都准备了新的图片体系以满足需求，但旧种族由于版权受保护而没有人制作补充过符合这些新标准的图片，在游戏中只能重复沿用旧图片（比如以无畏舰图像来表示重无畏舰）。

- AI竞赛：这是一项曾由官方组织发起的活动，参与者在不对游戏进行其他任何修改的前提下，编辑现有种族的AI文件或者重新制作新种族，然后由电脑使用这些种族AI，在预定比赛环境下互相竞争决定胜负判定其优劣。这一“纯粹挑战AI极限”的概念也延续到Mod作品中，著名的代表物为「TDM」，由不同的作者根据“不改动规则”前提而制作或改良了种族AI，包括收集了一些AI竞赛中的优胜种族而公布。

#### 中國地區的影響
中國对太空帝国4的普及较晚，而且受限于语言和文化背景限制，Mod的发展相对很简陋，缺乏统一的合作意识和标准。但也有人制作了一个大型的扩展系统型的Mod，收集大量欧美作品创意的同时进行了深入的平衡调整，改良AI以及在最大程度尊重原版游戏体系的基础上扩充系统概念，希望能达到一种更完美更普遍能得到接受的新游戏标准。
理论上Mod完全可以以中文界面为标准制作，但为了尊重原版游戏的风格，该作品仍然使用英语为标准语言。

### 著名Mod作品
以下为一份比较简单的，比较著名的作品列表，由于积累Ｍod数量相当之多，这些只能说是风格比较突出，并不意味着一定就是最好的，其中一些也已经基本停止更新，但可列出作为纪念。
- Adamant Mod，历史较久的作品，主要为扩充系统型Mod，增加了较多装备和其他概念

- AI Campaign，是以Proportions为基础制作的ai加强型Mod，其中也吸收了TDM的代码及创意

- Babylon 5 Mod，改造游戏体系，使其体系接近著名的科幻电视巴比倫五號

- Carrier Battles Mod，改造型Mod，将战斗重心完全移到舰载机上，相对很流行的对战Mod之一

- Colony Tech Mod，一种扩充型Mod，限制了殖民科技不再能互相交换，该创意后被大量其他大型Mod吸收

- Dark Nova，扩充改造型Mod，有相当数量的独有科技概念以及大量的船只定义及武器装配类型

- Deathstalker's Mod，扩充型Mod

- Design Names Anthology，资源文件，提供了一些可能需要的设计名称表

- Devnull Mod，扩充型Mod，同时有一定系统改造

- Eclipse Mod，改造型Mod，大量调整了游戏装备体系，并按照比较严谨和专业的规则重新命名和组合

- Expanded Mod，扩充型Mod

- Fantasy Empires Mod，将游戏概念变更为奇幻世界的Mod

- Fyron's Quadrant Mod，对星球和星系进行了一些扩充

- Image Pace，资源型Mod，扩充了大量图片文件，很多Mod的标准对应

- Masters Mod，扩充型Mod，增加了相当的种族天赋

- Proportions Mod，介于改造和扩充型之间的Mod，内容相当庞大

- PvK Balance Mod，改造型Mod，同时也是对战标准平台之一

- Sound Pack，资源型Mod，补充收集了一些声音文件

- Star Trek Mod，类似Babylon 5， 将游戏平台更换为星艦奇航記系列背景

- Star War Mod，Star War系列的Mod

- Starfleets Mod ，调整了一定的船只性能对比以达到更平衡的标准，后相关创意和原则也被广泛吸收

- Supernova Mod ，改造型Mod，大量增加了装备和科技体系

- TDM-Modpack ，ai型Mod，以最大程度改善原版AI为目标的集体作品

- Ultimate Sizes Mod，扩充型Mod，增加了大量尺寸规格的船只定义，其中也有被吸收为普遍标准的内容

- Ultimate Strategies Mod ，扩充型Mod，补充了相当数量玩家可能需要使用的队列和战术概念

- XX Mod，中国人制作的扩充型Mod

## 汉化
类似Mod，游戏可以对其中的字符进行简单修改即完成绝大多数信息的汉化，在国内爱好者的努力下，游戏的简体汉化版已经问世，但在汉化版的基础上使用其他Mod可能遇到一系列问题。